# Donald Trump Jr.
Donald John Trump Jr. (New York, 31 dicembre 1977) è un imprenditore, scrittore e attivista statunitense.

## Biografia
Primogenito di Donald Trump e Ivana Trump, è il fratello maggiore di Ivanka e di Eric. Inoltre, è fratello, da parte di padre, di Tiffany Trump (figlia di Donald e Marla Maples) e di Barron William Trump (figlio di Donald e Melania Knauss). Membro della confraternita Phi Gamma Delta (φγδ), si è diplomato nel 1996 alla The Hill School a Pottstown in Pennsylvania, per poi laurearsi all'Università della Pennsylvania in Finanza e Marketing. Detiene la posizione di vicepresidente alla Trump Organization, l'azienda di famiglia, insieme con la sorella Ivanka Trump e al fratello Eric Trump, ed è stato uno dei giudici del reality show The Apprentice. Insieme con la moglie, è uno degli ambasciatori di Operation Smile.

## Vita privata

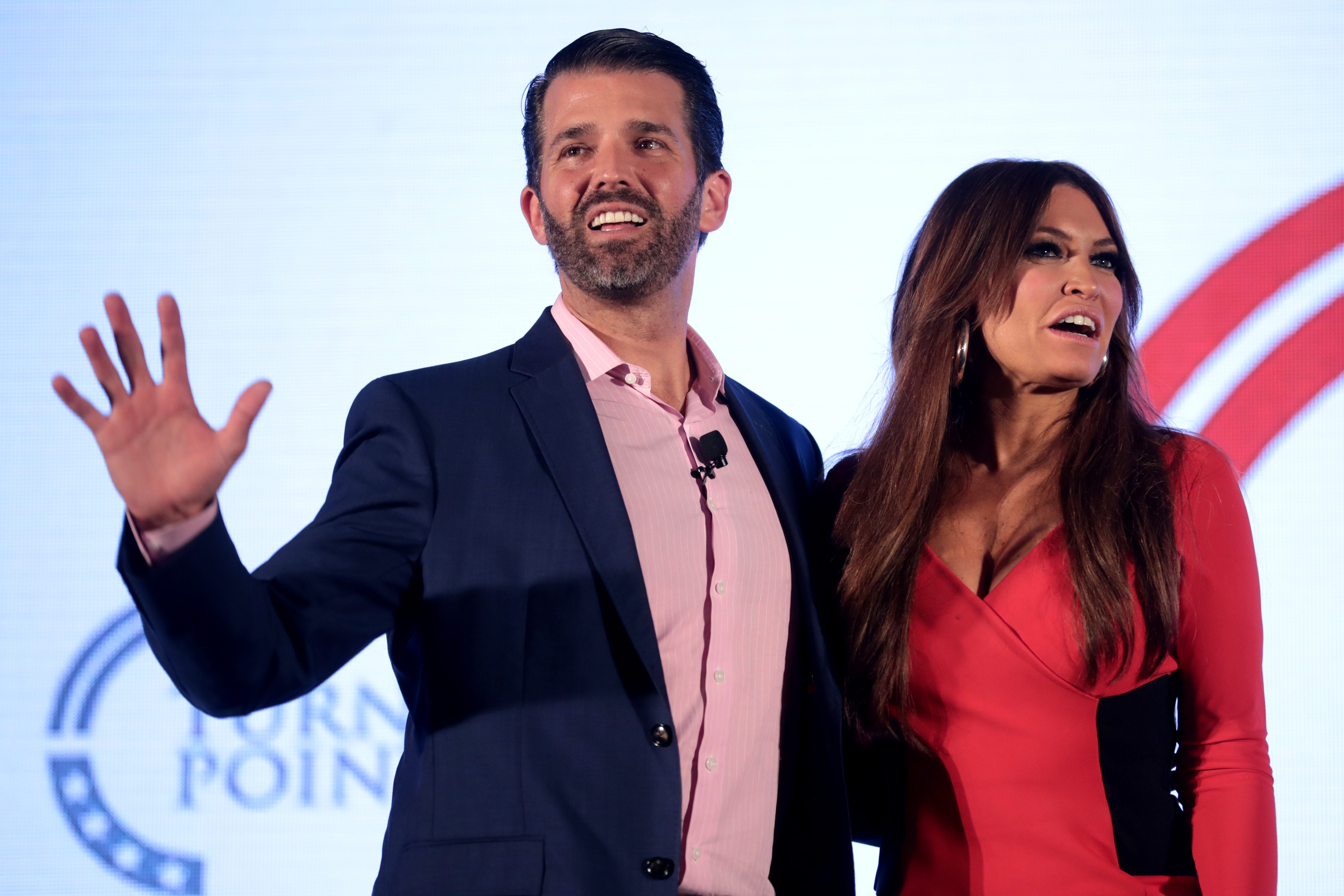
Donald Trump Jr. con Kimberly Guilfoyle nel luglio 2019

Si è sposato il 12 novembre 2005 con la modella Vanessa Kay Haydon, in una cerimonia cattolica a Mar-a-Lago, proprietà di famiglia situata a Palm Beach, Florida. La coppia ha cinque figli, tutti nati a New York: Kai Madison (nata il 12 maggio 2007), Donald John Trump III (nato il 18 febbraio 2009), Tristian Milos (nato il 2 ottobre 2011), Spencer Frederick (nato nel 2012) e Chloe Sophia Trump (nata nel giugno 2014). Nel marzo 2018 la Haydon ha chiesto il divorzio.
Dal 2018, Trump Jr. esce con Kimberly Guilfoyle. Guilfoyle era amica della famiglia Trump da anni. Secondo quanto riferito, i due si sono fidanzati il 31 dicembre 2020, anche se la notizia del fidanzamento non è stata resa pubblica fino a gennaio 2022. Nel dicembre 2021, Trump Jr. ha cambiato la sua residenza ufficiale da New York alla Florida.